# Проденешть (Галац)
Проденешть, Проденешті (рум. Prodănești) — село у повіті Галац в Румунії. Входить до складу комуни Берешть-Мерія.
Село розташоване на відстані 235 км на північний схід від Бухареста, 76 км на північ від Галаца, 119 км на південь від Ясс.

## Населення
За даними перепису населення 2002 року у селі проживали 162 особи, усі — румуни. Усі жителі села рідною мовою назвали румунську.